# KV17
KV17, der er beliggende i Egyptens Kongernes dal og som også er kendt under navnene "Belzoni´s grav", "Graven af Apis" og "Graven af Psammis, søn af Nechois", er graven af Seti I fra det nittende dynasti. Graven er en af de bedst dekorerede grave i dalen, men er dog lukket for offentligheden pga. skader. Graven blev fundet af Giovanni Battista Belzoni d. 16. oktober 1817. Da Belzoni første gang trådte ind i graven, fandt han vægmalerierne i næsten perfekt stand, hvor malingen stadig så frisk ud, og hvor nogle af kunstnernes maling og pensler stadig lå på gulvet.
Graven er den længste grav i dalen, med hele 136 meter, den indeholder meget velbevarede relieffer i alle sine elleve afdelinger og side værelser. En af de bagerste værelser af dekoreret med den såkaldte "den åbne mund" ritual, hvilket betyder at spise og fordøjningssystemet virkede, hvilket er en vigtig detalje når faraoen skulle indtræde ind i efterlivet. Sarkofagen står i dag på Sir John Soane's Museum i London. En meget lang, og stadig ikke fuld undersøgt tunnel, fører ind under bjergsiden fra under den lokalition hvor sarkofaget stod.
KV17 blev hårdt skadet da Jean-François Champollion, oversætteren af Rosetta stenen, fysisk fjernede to dekorerede vægge under hans 1828-29 ekspedition. Væggene kan i dag ses som kollektion i Louvre og det arkæologiske museum i Firenze.
Graven blev kendt som "Graven af Apis", fordi da Belzoni fandt graven, fandt man en mumificeret tyr i et af side værelserne til nedgravningshallen.

En række af væggene i graven er brudt sammen eller flækket på grund af udgravninger i slutningen af 50'erne og begyndelsen af 60'erne førte til betydelige ændringer i fugt-niveauet i de omgivende bjergarter.

## Beliggenhed
Kort over gravene i Kongernes Dal.